# ستامنا (أيتوليا كي أكارنانيا)
ستامنا (Σταμνά) هي مدينة في أيتوليا كي أكارنانيا في مقاطعة كينتريكي إلادا في اليونان.